# Saga „Zmierzch”: Księżyc w nowiu

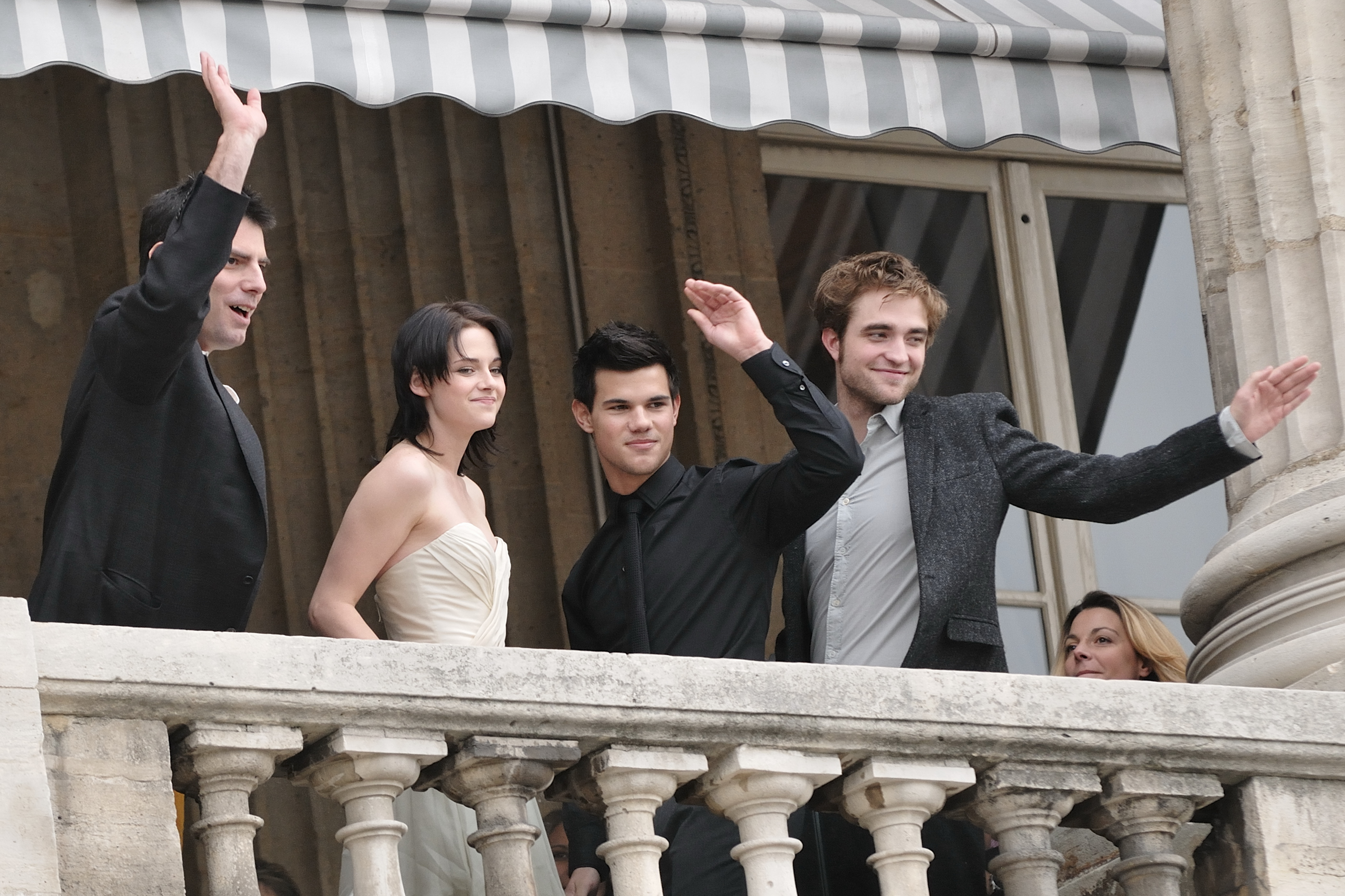
Reżyser Chris Weitz oraz aktorzy: Kristen Stewart, Taylor Lautner i Robert Pattinson podczas premiery filmu w Paryżu.

Saga „Zmierzch”: Księżyc w nowiu (ang. The Twilight Saga: New Moon) – amerykański film fantasy z 2009 roku, w reżyserii Chrisa Weitza, oparty na książce Stephenie Meyer − Księżyc w nowiu. W filmie wystąpili, jak w przypadku pierwszej części, Kristen Stewart oraz Robert Pattinson.

## Opis fabuły
Kontynuacja losów bohaterów powieści i filmu Zmierzch. Bella Swan jest zwykłą dziewczyną, mieszkającą z ojcem w prowincjonalnym miasteczku Forks. Jej ukochanym jest 109-letni wampir Edward Cullen. W dniu 18. urodzin Belli, siostra Edwarda Alice organizuje dla niej przyjęcie. Odpakowując prezent Bella kaleczy się kawałkiem papieru, a Jasper Hale, wyczuwszy krew, usiłuje ją zaatakować. Edward, uświadomiwszy sobie, że on i jego rodzina stanowią dla dziewczyny zagrożenie, porzuca Bellę, która popada w wielomiesięczną depresję. Otrząsnąwszy się z odrętwienia kupuje stare zdezelowane motory, których renowację powierza Jacobowi Blackowi, co zbliża oboje bohaterów. Jednak Jacob wkrótce ujawni swoją drugą naturę – okaże się zmiennokształtnym, naturalnym wrogiem wampirów i uratuje Bellę przed atakiem wampira Laurenta, który przybył jako szpieg Victorii, pragnącej zemsty za śmierć jej partnera, Jamesa. Tymczasem Bella postanawia skoczyć do morza z klifu w rezerwacie. Widzi to w swojej wizji Alice Cullen i myśli, że Bella postanowiła popełnić samobójstwo. Edward dowiedziawszy się o tym, postanawia również się zabić, udając się do Volterry i ujawniając się tam ludziom, co przez Volturi, wampirzych sędziów, karane jest śmiercią. Podczas wizyty Edwarda, Alice i Belli u Volturi okazuje się, że Swanówna odporna jest na dary Aro i Jane. Volturi nakazują Edwardowi przemianę Belli w wampira, jednak Cullen pozostaje nieugięty w swej chęci zachowania człowieczeństwa dziewczyny.

## Obsada
Rodzina Cullenów i Swanów
- Robert Pattinson jako Edward Cullen
- Kristen Stewart jako Bella Swan
- Peter Facinelli jako Carlisle Cullen
- Elizabeth Reaser jako Esme Cullen
- Ashley Greene jako Alice Cullen
- Jackson Rathbone jako Jasper Hale
- Nikki Reed jako Rosalie Hale
- Kellan Lutz jako Emmett Cullen
- Billy Burke jako Charlie Swan

Nomadzi
- Rachelle Lefèvre jako Victoria
- Edi Gathegi jako Laurent

Volturi
- Michael Sheen jako Aro[5]
- Jamie Campbell Bower jako Kajusz[6]
- Christopher Heyerdahl jako Marek
- Dakota Fanning jako Jane[7]
- Daniel Cudmore jako Feliks
- Charlie Bewley jako Demetri
- Cameron Bright jako Alec
- Noot Seear jako Heidi[8]

Sfora wilkołaków z rezerwatu w La Push
- Taylor Lautner jako Jacob Black
- Chaske Spencer jako Sam Uley[9]
- Tyson Houseman jako Quil Ateara
- Alex Meraz jako Paul
- Kiowa Gordon jako Embry Call
- Bronson Pelletier jako Jared

Ludzie
- Justine Wachsberger jako Gianna
- Michael Welch jako Mike Newton
- Christian Serratos jako Angela Weber
- Anna Kendrick jako Jessica Stanley
- Justin Chon jako Eric Yorkie
- Gil Birmingham jako Billy Black
- Graham Greene jako Harry Clearwater
- Tinsel Korey jako Emily Young

## Ścieżka dźwiękowa

### Lista utworów New moon: Soundtrack
1. Death Cab For Cutie – Meet Me On The Equinox
2. Band of Skulls – Friends
3. Thom Yorke – Hearing Damage
4. Lykke Li – Possibility
5. The Killers – A White Demon Love Song
6. Anya Marina – Satellite Heart
7. Muse – I Belong To You (New Moon Remix)
8. Bon Iver & St. Vincent – Roslyn
9. Black Rebel Motorcycle Club – Done All Wrong
10. Hurricane Bells – Monsters
11. Sea Wolf – The Violet Hour
12. OK Go – Shooting The Moon
13. Grizzly Bear – Slow Life
14. Editors – No Sound But The Wind
15. Alexandre Desplat – New Moon (The Meadow)

Utwory dodatkowe
1. Lupe Fiasco – Solar Midnite
2. The Magic Numbers And Amadou & Mariam – All I Believe In
3. APM Orchestra. – Die Fledermaus – Duettino: Ach, ich darf nicht hin zu dir
4. Death Cab For Cutie – Meet Me On The Equinox (Music Video)
5. Ulf Bastlein – Wandrers Nachtlied II, Op. 96, No. 3, D.768 (preorder only)

### Lista utworów New moon: The Score
W całości skomponowany przez Alexandre Desplat:
1. „New Moon” – 3:19
2. „Bella Dreams” – 2:05
3. „Romeo & Juliet” – 2:46
4. „Volturi Waltz” – 1:17
5. „Blood Sample” – 1:15
6. „Edward Leaves” – 5:03
7. „Werewolves” – 4:25
8. „I Need You” – 1:38
9. „Break Up” – 2:04
10. „Memories of Edward” – 1:39
11. „Wolves vs. Vampre” – 4:32
12. „Victoria” – 2:05
13. „Almost a Kiss” – 2:12
14. „Adrenaline” – 2:24
15. „Dreamcatcher” – 3:31
16. „To Volterra” – 9:18
17. „You’re Alive” – 2:11
18. „The Volturi” – 8:37
19. „The Cullens” – 4:32
20. „Marry Me, Bella” – 4:04
21. „Full Moon” – 3:15

## Produkcja
Film realizowany był w Vancouver w Kanadzie oraz w Montepulciano we Włoszech. 20 kwietnia 2009 roku prace na planie filmu miały zostać rzekomo wstrzymane. Miało to związek z pozwem przeciwko autorce sagi Stephenie Meyer, która miała się dopuścić plagiatu. Pozew złożyła Heidi Stanton, współlokatorka Meyer na drugim roku studiów. Jednak już 21 kwietnia rzecznik wytwórni Summit Entertainment zdementował doniesienia o wstrzymaniu prac na planie filmu, zapewniając iż pozew nie ma żadnego wpływu na realizację i premierę obrazu.